# ستيفن مالكوم
ستيفن مالكوم (بالإنجليزية: Steven Malcolm)‏ هو مغني وموسيقي أمريكي، ولد في 29 يناير 1991.

## وصلات خارجية
- ستيفن مالكوم على موقع ميوزك برينز (الإنجليزية)
- ستيفن مالكوم على موقع ديسكوغز (الإنجليزية)